# Xenomystax
Xenomystax is een geslacht van straalvinnige vissen uit de familie van zeepalingen (Congridae).

## Soorten
- Xenomystax atrarius Gilbert, 1891
- Xenomystax austrinus Smith & Kanazawa, 1989
- Xenomystax bidentatus (Reid, 1940)
- Xenomystax congroides Smith & Kanazawa, 1989
- Xenomystax trucidans Alcock, 1894